# Revolución Democrática
Revolución Democrática (RD) fue un partido político chileno, fundado el 7 de enero de 2012 por algunos de los líderes de la movilización estudiantil de 2011, entre ellos, Giorgio Jackson, el líder del partido. El 22 de junio de 2016, se constituyeron como partido político ante el Servicio Electoral.
Formaron parte de la oposición al primer gobierno de Sebastián Piñera (2010-2014). Durante la segunda administración de Michelle Bachelet (2014-2018), y luego de seguir una estrategia de “colaboración crítica”, fue parte integrante de la oposición, al igual que durante el segundo gobierno de Sebastián Piñera, desde marzo de 2018 hasta marzo de 2022.
Desde el 21 de enero de 2017 y hasta su disolución formó parte de la coalición Frente Amplio. El 14 de diciembre de 2020, sus militantes deciden pactar con Chile Digno para la elección convencionales constituyentes de abril de 2021, formando la coalición Apruebo Dignidad.
El 19 de abril de 2024 inició el proceso de fusión con el partido Convergencia Social para crear una nueva colectividad denominada Frente Amplio, reemplazando a la coalición homónima.

## Historia

### Antecedentes
Sus fundadores pertenecen a una generación crítica de las políticas implementadas por los gobiernos de la Concertación de Partidos por la Democracia (1990-2010) y de Sebastián Piñera Echenique (2010-2014), principalmente respecto al ámbito de la educación y a los pocos cambios al modelo económico instaurado durante la dictadura de Pinochet.
En este contexto, hacia el año 2011, surgen crecientes movilizaciones estudiantiles principalmente en el mundo universitario, que exigían un fortalecimiento de la educación pública y una mayor equidad del sistema educacional, entre otras demandas. Uno de los protagonistas de dichas movilizaciones, fue el exministro del desarrollo social Giorgio Jackson, quien fue presidente de la Federación de Estudiantes de la Universidad Católica (FEUC) entre los años 2010 y 2011.
De esta forma, confluyen dos grupos, quienes constituyen la base originaria del naciente movimiento y futuro partido político Revolución Democrática. Por una parte, el sector más progresista de la Nueva Acción Universitaria (NAU), movimiento de centroizquierda de la Universidad Católica liderada por el propio Jackson junto al sociólogo Miguel Crispi. Por otro lado, el movimiento denominado “De la República” o "La República", colectivo de reflexión ligado a la socialdemocracia y el progresismo, liderado por Sebastián Depolo, sociólogo de la Universidad de Concepción.

### Fundación y primeros años
El lanzamiento del movimiento Revolución Democrática tuvo lugar el 7 de enero de 2012 en el Espacio Matta, comuna de La Granja, definiéndose como un movimiento nacido de las movilizaciones de 2011 que busca la construcción de una democracia participativa en Chile. Al acto asistieron unas 400 personas.
Medio año más tarde —luego de que cientos de personas hubieran adherido al movimiento a través de la página web—, los días 7, 8 y 9 de septiembre, se celebró el congreso fundacional de Revolución Democrática en el Centro Cultural Gabriela Mistral, al que concurrieron representantes de todos los territorios del país, desde Antofagasta a Magallanes, bajo la consigna «Crear para Creer». Finalmente, el 27 de diciembre de 2012 se protocolizan ante notario los Estatutos de Revolución Democrática, construidos de forma participativa por los miembros del movimiento.
Uno de los hitos de su primer año de existencia fue el debate público organizado el 4 de mayo de 2012 entre los precandidatos Cristóbal Bellolio, Javier Insulza y Josefa Errázuriz para disputar a Cristian Labbé la alcaldía de Providencia. Tras ganar dichas elecciones primarias abiertas, se unieron al comando de Errázuriz para las municipales de ese año y después trabajaron con la alcaldesa en diversas áreas como Planificación Comunal y Educación del Municipio.
La primera Directiva de RD fue elegida en enero de 2013: Miguel Crispi, coordinador nacional; Sebastián Depolo, secretario general; Tatiana Urrutia, coordinadora de Acción Política; Mario Orellana, coordinador de Redes Ciudadanas y Pablo Torche, coordinador de Contenidos.

#### 2013-2015

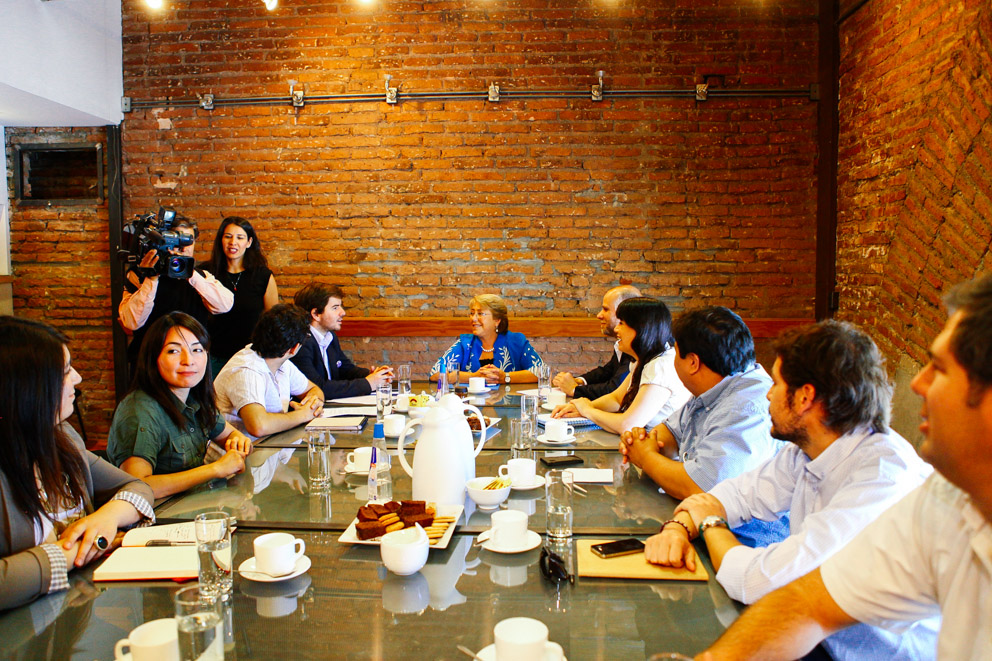
Dirigentes de RD reunidos con la entonces candidata presidencial Michelle Bachelet tras la primera vuelta en 2013.

Revolución Democrática presentó tres precandidaturas a la Cámara de Diputados para las parlamentarias de ese año: Giorgio Jackson (Santiago Centro), Carlos Zanzi (Providencia-Ñuñoa) y Francisco Letelier (Talca). Aunque se propuso la idea de competir en las primarias de la Nueva Mayoría, finalmente estas no se realizaron, lo que generó la salida de la militante de RD Javiera Parada del comando de la entonces candidata presidencial Michelle Bachelet, y la decisión de mantener sólo la candidatura de Jackson, que se presentó como independiente fuera de pacto. Horas antes de la inscripción oficial de candidatos, los partidos de la Nueva Mayoría anunciaron que no presentarían postulantes por el distrito de Santiago Centro, entregándole su respaldo, gracias a lo cual el líder de RD obtuvo la primera mayoría en el distrito Santiago Centro: el 48,17% de los votos.
El movimiento apoyó a otros candidatos a diputado como Camila Vallejo (La Florida), Karol Cariola (Independencia-Recoleta), Cristián Cuevas (Calama), Eduardo Vergara (Rancagua), Iván Fuentes (Aysén), Daniela López (Valparaíso) y Gabriel Boric (Punta Arenas), además de los postulantes al senado Alejandro Guillier (Antofagasta) y Carlos Montes (Santiago Oriente).
Para la primera vuelta de elección presidencial de 2013 decidió dejar a sus adherentes en libertad de acción y no respaldar a ningún candidato. Para la segunda vuelta, en cambio, la mayoría del movimiento apoyó a la socialista Michelle Bachelet.
En enero de 2014 se renovó la Directiva a través de la votación universal de sus miembros activos, quedando como coordinador nacional Pablo Paredes, poeta, dramaturgo y guionista de la serie El reemplazante; Nicolás Valenzuela Levi, como secretario general; Jaime Sáez Quiroz, como coordinador de Acción Política; Leonardo Rissetti, como coordinador de Redes Ciudadanas y Rocío Faúndez, como coordinadora de Contenidos.
En marzo de 2014 el recién designado Ministro de Educación Nicolás Eyzaguirre incorporó a su equipo a Miguel Crispi y Gonzalo Muñoz, para contribuir al proyecto de Reforma del sistema educacional.

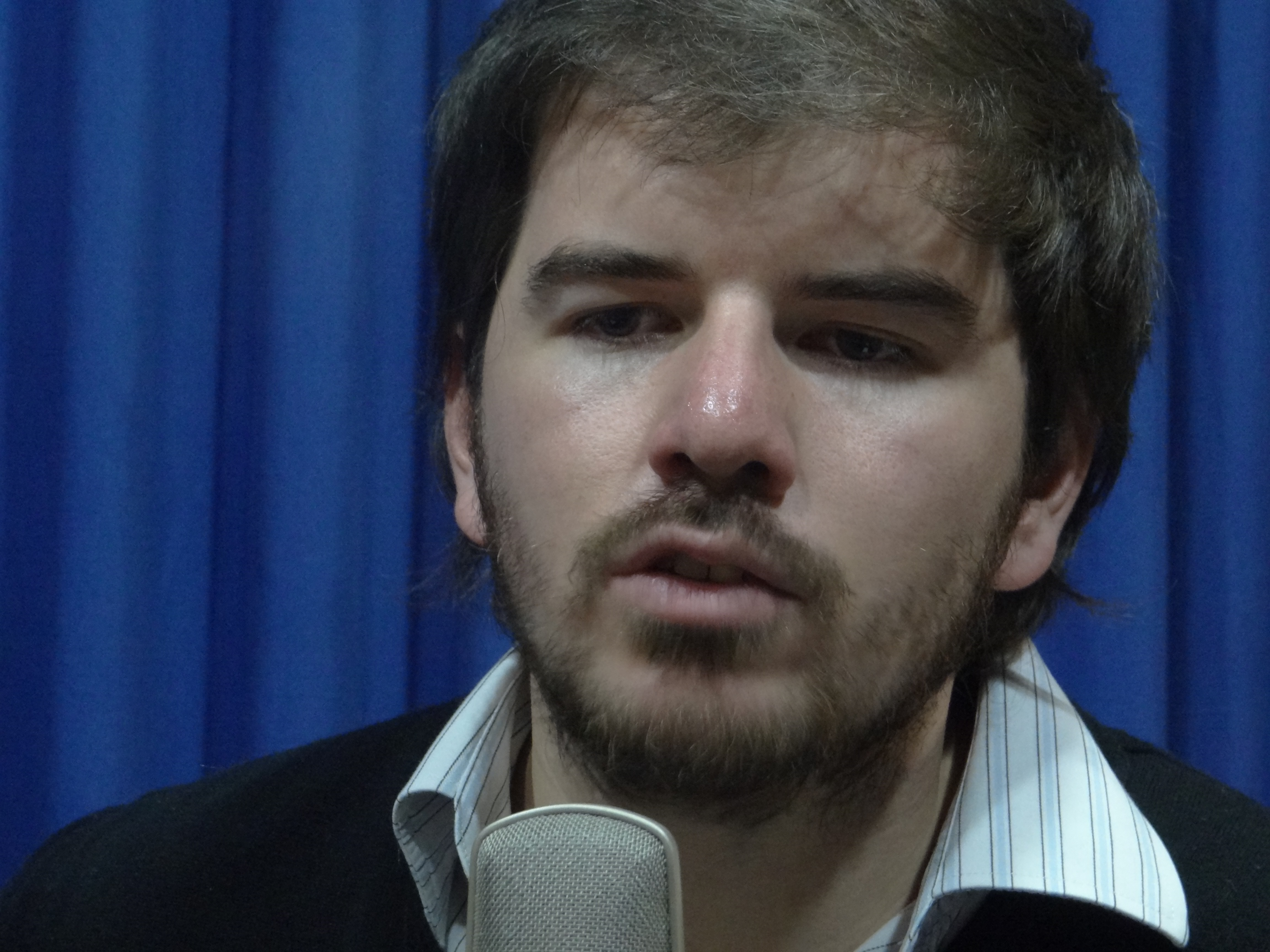
Giorgio Jackson en 2013

En agosto de 2014, Revolución Democrática asistió al encuentro del Foro de São Paulo realizado en Bolivia, sumándose como miembro permanente de la organización. En diciembre de ese año, el movimiento aprobó una reforma importante de sus estatutos, la cual incorporaba cuotas en las direcciones del partido, tanto en términos de descentralización como de género.
Al renovarse la directiva y la totalidad del Consejo Político en enero de 2015, el sociólogo y profesor de la Universidad de Chile Sebastián Depolo fue elegido coordinador nacional. El 18 de julio del mismo año, el 77,2% (412 votos versus 106 en contra y 16 abstenciones) de los militantes y adherentes aprobó la propuesta de convertirse en partido político, con lo que inició los trámites para inscribirse ante el Servicio Electoral de Chile; sin embargo, dicho organismo rechazó el uso de la palabra "Revolución" en el nombre del partido, ya que violaría la normativa existente. Dicha situación fue subsanada el 15 de octubre cuando el Servicio Electoral (SERVEL) autorizó la inscripción del partido bajo su nombre. El 15 de mayo de 2016 informaron que lograron las firmas para inscribirse como partido en las regiones de Antofagasta, Coquimbo, Aysén y Metropolitana de Santiago, siendo reconocido legalmente por el SERVEL 22 de junio de ese mismo año.
El partido anunció en mayo de 2016 que presentaría candidatos a alcalde en Antofagasta, Taltal, La Serena, San Miguel, La Granja, Santa Cruz y Castro, así como candidatos a concejales tanto en dichas comunas como de Santiago, Providencia, Las Condes, Ñuñoa, entre otras, bajo el lema «Cambiemos la Historia».

### Frente Amplio
En agosto de 2016 anunció junto a distintas organizaciones de izquierda la formación del Frente Amplio (FA) para presentar candidaturas en 2017. En marzo de 2017 RD oficializó el apoyo a la periodista independiente Beatriz Sánchez como candidata para las primarias legales de la coalición. En las primarias presidenciales del Frente Amplio, Sánchez ganó con un 68% de los votos, oficializándose así como la candidatura única del FA.
En las elecciones parlamentarias del 2017, las primeras de Revolución Democrática, el partido logró un excelente desempeño dentro del pacto del Frente Amplio, resultando reelecto como parlamentario su líder Giorgio Jackson (quien en las elecciones de 2013 participó como independiente), además de elegir a Catalina Pérez, Jorge Brito, Pablo Vidal, Maite Orsini, Natalia Castillo, Miguel Crispi y Renato Garín como diputados y a Juan Ignacio Latorre como Senador. El partido también entregó cupos a miembros del FA quienes sus movimientos aún no estaban legalizados, de estos fueron electos Gonzalo Winter y Gael Yeomans como diputados. Este éxito electoral fue acompañado con la sorpresiva votación alcanzada por Beatriz Sánchez, quien obtuvo más del 20% de los votos en las elecciones presidenciales. 
En las elecciones municipales de octubre obtuvo 5 concejales (sin contar los otros tres que RD apoyó en el marco del pacto Cambiemos la Historia): Emilia Ríos en Ñuñoa, María Catalina Rubio en La Reina, Tomás Echiburú en Providencia, Cristián Olavarría en Llanquihue y Natalia Contreras en Santiago.
En febrero de 2018, la organización política estudiantil Unión Nacional Estudiantil (UNE) migró masivamente a Revolución Democrática. Proceso encabezado por dirigentes como Daniel Andrade, expresidente de la Federación de Estudiantes de la Universidad de Chile en el periodo 2016-2017, y Daniela Carvacho de la Universidad de Valparaíso. Este ingreso fue bien visto por sectores al interior del partido, en particular por la conducción de la tendencia “Tercerista”, que acabó integrando a la mayoría de estos nuevos militantes.  En menos de un año, Daniel Andrade llega a la Directiva Nacional del partido siendo parte de la lista “La nueva Revolución” encabezada por la diputada Catalina Pérez,  quien obtuvo la Presidencia de la tienda en primera vuelta al obtener el 50,9% de los votos de la militancia,  en unas elecciones que destacaron por su virulencia y ataques cruzados por redes sociales y prensa entre las tendencias internas en competencia.  Los exmiembros de la UNE se instalaron con fuerza en la Región Metropolitana, la Región de Valparaíso y la Región de Los Lagos, siendo parte y/o encabezando las respectivas Directivas Regionales.

### Crisis Interna 2019-2020
Revolución Democrática fue el partido más afectado en cuanto a renuncias luego de las manifestaciones de octubre de 2019. Según datos del Servel, entre octubre de 2019 y febrero de 2020, la tienda encabezada, en ese momento, por la diputada Catalina Pérez sufrió una pérdida de 2479 personas en total. Le siguieron el Partido Socialista y Renovación Nacional, respectivamente. En noviembre del 2019 el partido y algunos miembros del Frente Amplio, como Gabriel Boric, participaron del acuerdo parlamentario de noviembre de 2019 que dio origen al plebiscito nacional de 2020, lo que ocasionó una crisis dentro del FA que terminó con varios de sus miembros abandonando la coalición. 
Junto con los demás partidos del Frente Amplio, integró la campaña «Que Chile Decida» para el plebiscito de 2020, apoyando la opción «Apruebo» (a una Nueva Constitución), además del voto para una Convención Constitucional.
El 8 de mayo de 2020, el diputado Renato Garín, exmilitante de RD, acusó a los diputados de la colectividad de no donar la mitad de sus dietas parlamentarias, como había señalado en 2015 el diputado Giorgio Jackson, sino que ese dinero iba a una cuenta del partido para financiar futuras campañas políticas. Producto de la controversia, el SERVEL inició una investigación contra el partido Revolución Democrática, revisando los aportes tanto de los miembros como de personas no afiliadas, esto para determinar si se ajustan los aportes a lo estipulado en la ley de partidos políticos.
En las primarias de gobernadores regionales del Frente Amplio, Revolución Democrática sufrió una derrota importante en la Región Metropolitana, donde su candidato (Sebastián Depolo) fue derrotado por Karina Oliva del partido Comunes. La colectividad fue la tercera fuerza dentro del bloque del Frente Amplio en número de votos de las primarias realizadas en 4 de las 16 regiones, detrás de Comunes y del Partido Liberal.
Después del acercamiento que tuvo Revolución Democrática con Chile Digno y el Partido Comunista, hubo ciertas polémicas que causaron la renuncia de toda la dirección regional de RD en Coquimbo. El 3 de diciembre de 2020 los diputados Pablo Vidal y Natalia Castillo renunciaron a Revolución Democrática, coincidiendo con las críticas que han expresado a la conducción del partido, quienes fueron a parar a la plataforma Nuevo Trato junto con el Partido Liberal, quienes posteriormente se unieron a Unidad Constituyente. Junto a ellos, más de 800 militantes abandonaron la colectividad durante diciembre. Se trató de la crisis política más profunda que enfrentó Catalina Pérez como presidencia de RD.
Para inicios de 2021, la presidenta del partido Catalina Pérez conservó un amplio apoyo al interior de buena parte de la colectividad, aunque se especuló que ya no tenía la misma cercanía con algunos parlamentarios que la apoyaron en su elección en la directiva, como Juan Ignacio Latorre, Maite Orsini y parte del llamado “Tercerismo”. Aunque seguía siendo respaldada por el grupo de “Despierta” y por los exintegrantes de la Unión Nacional Estudiantil (UNE). Posteriormente, a mediados del mismo año se dio inicio a las elecciones de directiva nacional, siendo la única lista competidora «Avanza RD», compuesta por militantes y dirigentes de todos los lotes del partido. Así, asumió como presidenta Margarita Portuguez, miembro del lote "Despierta" y dirigente de la Asociación Nacional de Funcionarios de Telecomunicaciones. Además, se escogió a Sebastián Depolo como secretario general, quien forma parte del lote de centroizquierda de RD "Los Pantalones Largos".

### Apruebo Dignidad y elecciones de 2021

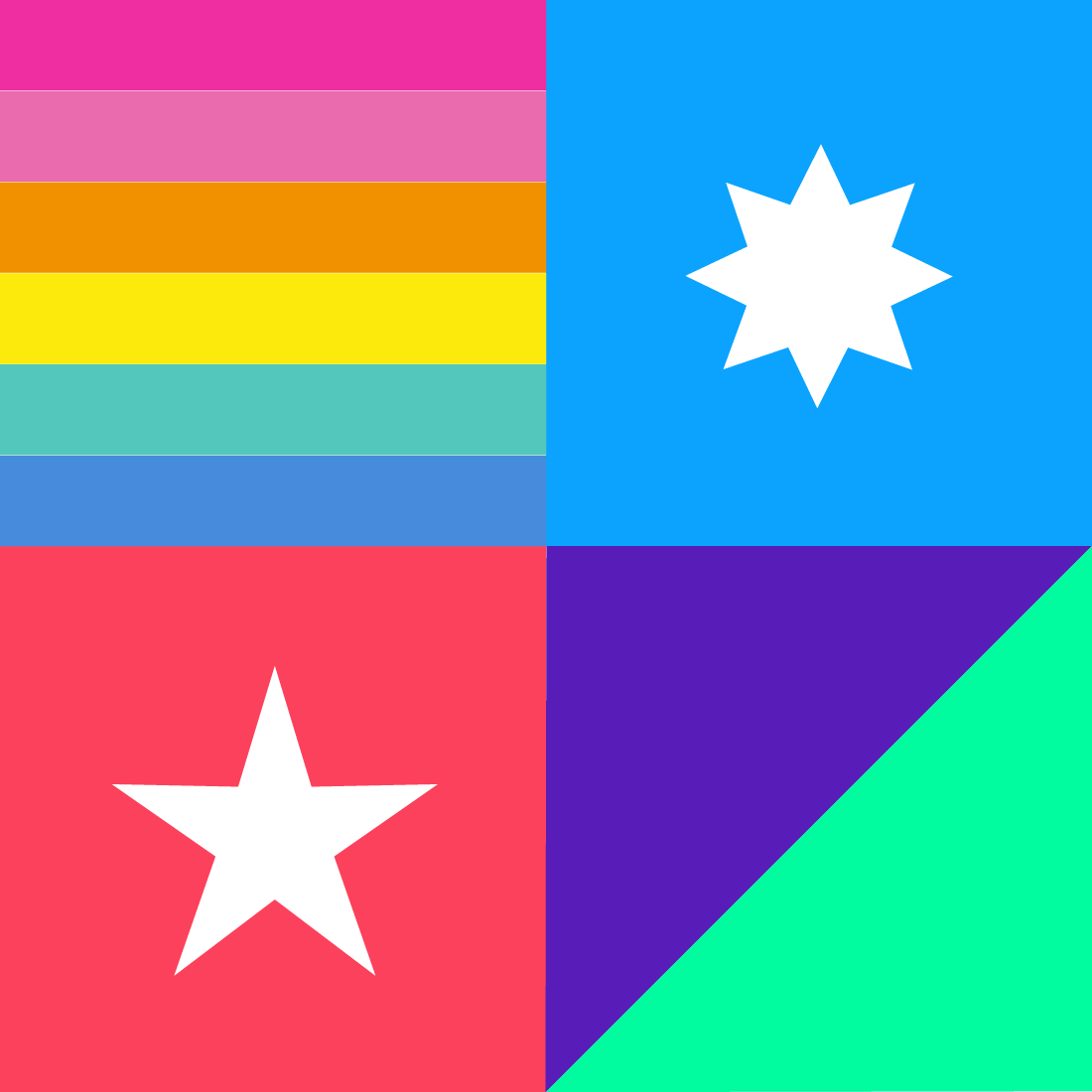
Logo de Apruebo Dignidad

El 11 de enero de 2021 finalmente se concreta la alianza entre Chile Digno y el Frente Amplio, formando Apruebo Dignidad (AD), esto en el marco de las elecciones de convencionales constituyentes, donde la coalición logra obtener 28 escaños, siendo RD con 9 escaños el partido de AD con más representación en la Convención. Mientras que en las elecciones municipales realizadas en la misma jornada, el partido consigue 6 alcaldes, dando la sorpresa al ganar en comunas emblemáticas como Viña del Mar con Macarena Ripamonti, Maipú con Tomás Vodanovic y Ñuñoa con Emilia Ríos, además el partido logra elegir a 51 concejales a lo largo del país.
El 23 de marzo de 2021, en el contexto de la proclamación por parte de Convergencia Social al diputado Gabriel Boric como candidato presidencial, RD mediante un consejo político nacional proclamó de forma unánime al entonces diputado por Magallanes como su candidato presidencial, y decidió insistir en primarias amplias de oposición entre Unidad Constituyente (PS-PPD-PR-DC) y Apruebo Dignidad, las que finalmente no llegan a ocurrir. En julio de 2021, en las primarias presidenciales de Apruebo Dignidad, gana sorpresivamente Gabriel Boric con el 60,43% de los votos, frente al 39,57% del comunista Daniel Jadue quien era el favorito.
En la primera vuelta de la elección presidencial, realizada el 21 de noviembre de 2021, Boric obtuvo el 25.83% de los votos, por lo que pasó a segunda vuelta junto a José Antonio Kast del Partido Republicano, quien recibió el 27.91% de las preferencias. En cuanto a las elecciones parlamentarias realizadas simultáneamente, el partido logra la reelección de los diputados Catalina Pérez, Jorge Brito y Maite Orisini; y la elección de Consuelo Veloso, Ericka Ñanco y Jaime Sáez como diputados, además de los independientes apoyados por RD, Andrés Giordano y Mercedes Bulnes (quien posteriormente se incorporó a la bancada de Convergencia Social).
Tras pasar a segunda vuelta, Boric recibió el apoyo de la mayoría de los partidos de oposición al gobierno de Sebastián Piñera. Durante la campaña, el líder de RD, Giorgio Jackson estuvo en el círculo cercano del comando de Boric, ocupando puesto de encargado político. También colaboró Miguel Crispi, en ese entonces diputado de la colectividad.

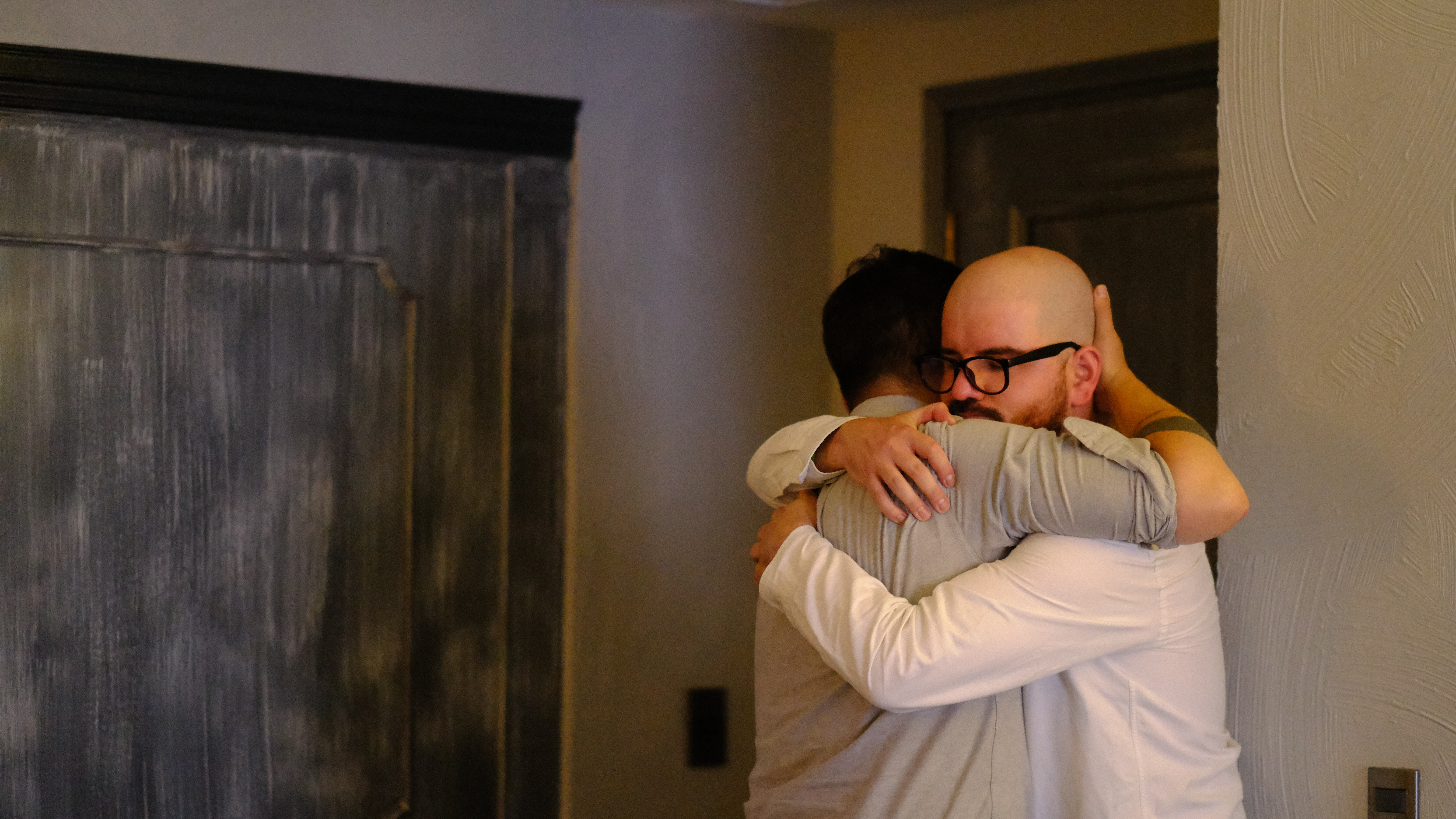
Giorgio Jackson (derecha) abrazando a Boric momentos después de saber que Gabriel será presidente de Chile.

Finalmente, Boric resultó electo presidente de la República con el 55,8 % de las preferencias, con el mayor número de votos en la historia de Chile y el más joven al momento de asumir la presidencia nacional.

### En el Gobierno de Gabriel Boric
El 10 de enero de 2022, Gabriel Boric fue proclamado oficialmente como presidente electo por el Tribunal Calificador de Elecciones de Chile (Tricel). Posteriormente, el 21 de enero, nombró a su gabinete ministerial compuesto por 14 mujeres y 10 hombres, siendo el gabinete con más representación de mujeres en la historia del país. Entre las figuras del partido se encuentran Giorgio Jackson en la Secretaría General de la Presidencia y Marco Ávila en el Ministerio de Educación, quien se convirtió en el primer docente que es titular del ministerio desde los últimos catorce años, así como el primer ministro de Estado abiertamente homosexual en la historia de Chile.
El 1 de febrero del mismo año, fueron nombrados los subsecretarios y subsecretarias de Estado, siendo 20 hombres y 19 mujeres, respectivamente. Los militantes de Revolución Democrática estarían presentes en ocho Subsecretarías: en Relaciones Exteriores con Miguel Crispi, Hacienda con Claudia Sanhueza, Evaluación Social con Paula Poblete, Niñez con Rocío Faúndez, Salud Pública con Cristóbal Cuadrado, Vivienda y Urbanismo con Tatiana Rojas, Transportes con Cristóbal Pineda y Patrimonio Cultural con María Paulina Soto.
El 10 de julio de 2022, con miras al plebiscito de salida de la nueva propuesta de constitución y con el objetivo de lograr un fortalecimiento interno, el partido eligió una nueva directiva, donde la única lista “RD para un nuevo Chile”, presentada para la directiva nacional de RD, fue ratificada con un 88,5% de los votos, convirtiendo así al senador Juan Ignacio Latorre en el nuevo presidente de la colectividad.

#### Crisis 2023
El 16 de agosto de 2023, el senador Juan Ignacio Latorre, presidente de Revolución Democrática (RD), junto con el resto de los miembros de la directiva del partido, presentó su renuncia a la mesa directiva de la colectividad. Esto tuvo lugar tras los cambios en el Gabinete, en los cuales perdieron ministerios clave como el ministro de Educación Marco Antonio Ávila.
Esta renuncia por parte de la dirección de RD ocurre en un contexto de profunda crisis en el partido fundador del Frente Amplio. Hace dos meses, estalló el Caso Convenios, vinculado a la Fundación Democracia Viva.
Dicha fundación recibió significativos aportes provenientes de la Seremi de Vivienda de Antofagasta, a pesar de que tanto el presidente de la organización como el seremi eran militantes de RD. Además, el presidente de la fundación también ejercía como asesor de Defensa y mantenía una relación de pareja con la expresidenta del partido, diputada Catalina Pérez.
Adicionalmente, se descubrió que la fundación fue establecida apenas unos días antes del cambio de mando en 2022 y carecía de experiencia en temas relacionados con vivienda y urbanismo.
Todo esto ha impactado de manera negativa en la influencia del partido en La Moneda. A principios de 2022, RD era una de las principales fuerzas políticas en el Gobierno de Gabriel Boric; sin embargo, esta pérdida de estatus quedó confirmada el miércoles pasado. A la renuncia de Giorgio Jackson el viernes como Ministro de Desarrollo Social, se sumó la destitución de Marco Antonio Ávila en el Ministerio de Educación.
Tras esta serie de desafíos, la directiva emitió un comunicado dirigido a los militantes del partido que confirma su renuncia. En el comunicado, señalan: "La Directiva Nacional de Revolución Democrática ha informado al Consejo Político Nacional su decisión de poner a disposición sus cargos, con el propósito de fortalecer la conducción del partido y en aras de facilitar los procesos de cara al próximo ciclo político de manera responsable ".
Además, la dirección afirmó: "Los desafíos que enfrentamos son de gran envergadura y, ante esta realidad, consideramos fundamental enfocarnos en reforzar y fortalecer la gestión interna de nuestro partido. En los próximos días, sostendremos una reunión con el Tribunal Supremo de RD para iniciar los procedimientos de convocatoria a elecciones y así dar inicio a esta nueva etapa ".
Junto con la dimisión de la cúpula directiva de RD, también se anunció la convocatoria a elecciones internas anticipadas, previstas para mediados de octubre de 2023.

#### Caso Fundaciones
El 16 de junio de 2023 el medio digital Timeline de Antofagasta, expuso un caso de corrupción mediante un cuestionado convenio que involucraba a la fundación Democracia Viva diriga por ese entonces por Daniel Andrade, militante de Revolución Democrática y pareja de la diputada Catalina Pérez que es militante del mismo partido, con la Seremi de vivienda de Antofagasta diriga por el encontes seremi Carlos Contreras que militaba en Revolución Democrática. Los montos del convenio que la Seremi de vivienda transfirió a la fundación Democracia Viva ascendían a 426 millones de pesos.
La fundación Democracia Viva era una fundación política que realizaba charlas sobre la participación de personas e incidir en el debate público. La fundación tenía su personalidad jurídica y domicilio en la comuna de Ñuñoa en Santiago, sin embargo sus operaciones se registraron en la región de Antofagasta, misma en la cual la diputada Catalina Pérez, pareja sentimental de Daniel Andrade, era una de las representantes regionales, además el seremi Carlos Contreras fue durante unos años un exasesor de la diputada Pérez. Los millonarios convenios fueron entregaron a la fundación como parte de un programa que supuestamente iría a mejorar la calidad de vida en los campamentos de la ciudad de Antofagasta, a pesar de que la fundación no tenía el giro para realizar construcciones ni la experiencia. A pesar de estos antecedentes, la Seremi de Antofagasta realizó los millonarios en varias partes para evitar la toma de razón de contraloría, sin embargo investigaciones posteriores mostrarían que prácticamente no se habían realizado los trabajos de mejoramiento en campamentos que Democracia Viva señaló que realizaría en la región.
El 28 de junio de 2023, una vez estalla el caso, la PDI realiza un allanamiento en la vivienda de la diputada Catalina Pérez para recabar antecedentes que estén relacionados con la investigación,  a su vez el contralor Jorge Bermúdez decide suspender la toma de razón de todos los contratos celebrados entre entidades del Estado con fundaciones. El 30 de junio de 2023 el tribunal supremo de Revolución Democrática determinó la expulsión del partido de Daniel Andrade y Carlos Contreras, ambos cercanos a la diputada Pérez. 

## Tendencias internas
En el partido Revolución Democrática coexisten diferentes tendencias o facciones internas, más habitualmente llamadas lotes.
- Los Pantalones Largos (PL): Los fundadores del movimiento y partido, fueron los primeros en articularse cuando aún RD era un movimiento emergente. El nombre nació del icónico afiche del expresidente Salvador Allende con el que promovía la nacionalización del cobre «Chile se pone pantalones largos».[82] Entre 2012 y 2014 lideraron el partido, asumiendo la Coordinación Nacional y posteriormente la Presidencia de la colectividad. En el periodo 2015-2016 lideraron una Directiva Nacional de consenso junto a las tendencias  "Territorialistas" y militantes sin lote, teniendo a Sebastián Depolo a la cabeza del partido. En este periodo, lograron una bancada parlamentaria, concretaron el proceso de inscripción del Partido; y organizaron, generando la estructura y las bases de lo que hoy es el Frente Amplio, liderando la campaña presidencial de Beatriz Sánchez.[83] El foco inicial de este lote fue incidir institucionalmente transformando al partido en un eje articulador de un proyecto transformador de centro-izquierda amplio, que incluya visiones socialdemócratas, socialistas, progresistas, liberales, verdes y feministas, para lograr mayorías que permitan reformas estructurales en las bases del modelo neoliberal chileno. Por esto, promovieron un acercamiento inicial de las fuerzas progresistas y de izquierdas con las fuerzas de la ex Nueva Mayoría para tensionar hacia las reformas progresistas durante el segundo gobierno de Michelle Bachelet, estrategia denominada "Colaboración Crítica". Esta estrategia fracasa luego de que el Gobierno de Bachelet optara por el "Realismo sin Renuncia",[84] por lo que los PL logran empujar que el Partido abandone las posiciones que había asumido en el Gobierno, declarando Miguel Crispi, uno de sus principales referentes, que lo hacen para "colectivamente construir una alternativa política distinta de la Nueva Mayoría, competir en las próximas elecciones, y empujar la construcción de un Frente Amplio que sea capaz de profundizar las transformaciones que Chile necesita para alcanzar un nuevo estadio de desarrollo, mucho más justo, inclusivo y democrático".[85] Desde ese momento, los PL lideran el proceso de construcción del Frente Amplio, a través de Sebastián Depolo que asume como vocero del nuevo conglomerado y coordinador general de la campaña de Beatriz Sánchez, y de  Jaime Peña, que asume como el encargado programático de la campaña Presidencial de Beatriz Sánchez[83]  Dentro de este «lote» se han destacado la actual Secretaria General del Partido y ex convencional constituyente, Tatiana Urrutia;[86] la ex Secretaria General del Partido y actual Ministra de Bienes Nacionales, Marcela Sandoval[87][88] el expresidente del Partido, exdiputado y actual Jefe de Asesores de la Presidencia de la República, Miguel Crispi[83] el ex Coordinador Nacional del Partido y Director de la SECOM, Pablo Paredes,[87] el expresidente del Partido y actual Embajador en Brasil, Sebastián Depolo[83] y el ex Consejero Político del Partido, encargado programático de la Campaña Presidencial de Beatriz Sánchez y exjefe de Asesores del Ministerio de Salud, Jaime Peña.[83] Además se ha identificado como cercano a este grupo el Alcalde de Maipú, Tomás Vodanovic, la Alcaldesa de Valdivia, Carla Amtmann, y el Alcalde de Til Til, Luis Valenzuela[87]
- Los Territorialistas: Nació como segunda facción cuando RD comenzó a expandirse. A diferencia de los Pantalones Largos, que buscaban disputar espacios de poder e impulsar candidaturas para cargos públicos, este grupo puso su foco en fortalecer los comunales (llamados «territorios» en la orgánica del partido) y a defender la autonomía territorial por sobre el cálculo electoral de la dirigencia nacional. Como tendencia buscaron un acercamiento con las fuerzas anti-neoliberales fuera de los partidos de la Nueva Mayoría para conformar una alternativa de un conglomerado de izquierda, por lo que se opusieron a la estrategia de «colaboración crítica» que adoptó RD en el segundo gobierno de Michelle Bachelet, impulsando una oposición frontal a dicho gobierno.[89] Dentro de este «lote» estaba la alcaldesa por Ñuñoa Emilia Ríos y el exvicepresidente sur Rodrigo Baeza. Fueron parte de una Directiva Nacional de consenso durante el periodo 2015-2016, teniendo a Daniela Oberreuter como Coordinadora de Acción Territorial. Desde finales de 2020 esta tendencia se encuentra inactiva.
- Los Terceristas: Facción que surgió proponiendo una postura intermedia entre Pantalones Largos y Territorialistas, poniendo énfasis en el fortalecimiento de la democracia interna y evitar que las decisiones fueran tomadas por las cúpulas del partido. En un comienzo tenía un relato «anti-lote», el que fue abandonando a medida que se consolidó como uno. Este tercer grupo se construyó alrededor de Giorgio Jackson, que en ese momento ya ejercía como parlamentario. Desde 2017 mantienen la dirección del partido. A inicios de 2018 sumaron a gran parte de los militantes de la Unión Nacional Estudiantil (UNE) que migraron al partido. Promueven el fortalecimiento del Frente Amplio, una identidad impugnadora, la superación de lógica política de la Transición y el acercamiento preferente con el Partido Comunista de Chile para conformar un polo de izquierda. Los grupos opositores dentro del partido han acusado que durante la conducción tercerista se ha parlamentarizado la acción política del partido, descuidado el trabajo militante de base y elitizado la política interna a través de privilegiar solo a miembros de la misma tendencia para los cargos de poder, para lo cual ejercerían bloqueos, amedrentamiento y presiones sobre cualquier disidencia interna, situaciones que comenzaron a darse tras la llegada de los ex UNE. Lo anterior, junto con la actuación del partido conducido por el Tercerismo durante el Estallido social, explicaría la salida masiva de militantes y dirigentes desde 2019 a la fecha.[90] Dentro de este «lote» están el expresidente de la Federación de Estudiantes de la Universidad de Chile Daniel Andrade, el diputado Jorge Brito, y las diputadas Maite Orsini y Catalina Pérez quien también fue presidenta del partido.
- Despierta RD: Tendencia conformada mayormente por militantes sin lote y por descolgados del Territorialismo. Se organiza a inicios de 2020 desde la Directiva Regional Metropolitana del partido, con miras a las Elecciones Internas de ese año, y trabajan en torno a la democratización y descentralización del poder en RD, manteniendo un discurso «anti-lote» y regionalista. En un comienzo mantuvieron una postura crítica con la presidencia de Catalina Pérez y con la conducción del Tercerismo, pero para finales de 2020 han acercado posturas y trabajan coordinados en el Consejo Político Nacional. Dada la controversía surgida a partir del caso Democracia Viva, la tendencia se dividió, con ello, comunicando que se bajaban como lista candidata a las elecciones internas para el Consejo Político Nacional (CPN) y Tribunal Supremo (TS) del 2023.[91]
- Ecofeminismo Primero: informalmente conocida como «Hortensias», es una tendencia que se conforma el año 2021 por militantes de diversas regiones que disputa ese mismo año en el Consejo Político Nacional (CPN). En su presentación al CPN del 2021 acusan a las conducciones anteriores de haber dejado en un segundo plano la agenda ideológica en la orgánica partidaria. Pone énfasis en fortalecer la propuesta ideológica dentro del partido, además de buscar implementar «un enfoque en la transición social y ecológica, en la economía de los cuidados y la derrota al patriarcado». Actualmente dos diputados de RD son parte de Hortensias, la diputada Consuelo Veloso Ávila del distrito 18 y el diputado Jaime Sáez Quiroz del distrito 26, a ellos se suma la concejala Isidora Alcalde de la comuna de Las Condes.[92]

- Regionaliza RD: Tendencia conformada por militantes de la quinta región. Inician a fines del 2020 cuando deciden descolgarse del Tercerismo, tienen una postura regionalizadora del partido y son cercanos al Diputado Jorge Brito y a la alcaldesa Macarena Ripamonti. El año 2019 lograron ganar la Directiva Regional de Valparaíso y este año llevaron a Chalid Ibacache a la Directiva Nacional como la primera Coordinadora de Acción Territorial.

En las elecciones al Consejo Político Nacional celebradas en enero de 2020, las principales tendencias del partido se midieron. Así la lista «La Revolución con Chile» (conformada por Terceristas e independientes) liderados por Paula Sierra sacaron un 35,6 % de los votos, seguidos de la lista «Constituye RD» (conformada por Pantalones Largos, algunos ex Territorialistas e independientes) liderada por María José Oyarzún con un 33,3 %. Cerrando la votación estuvo la lista «Despierta RD» quienes obtuvieron el 30,9 % liderados por Romina Pérez, marcando con ello una división en casi tres bandas del Concejo Político Nacional.

## Principios pragmáticos
Revolución Democrática ha definido dos documentos claves: El primero se denomina “Definiciones Ideológicas”, y el segundo “Declaración de Principios”.
En el primero de ellos, se propone "superar el orden neoliberal impuesto en la sociedad", señalando que "No creemos en la violencia como una herramienta legítima de transformación social revolucionaria en democracia. Creemos en el uso legítimo de la organización, la movilización y la resistencia, como instrumento de defensa y reivindicación de las demandas sociales". Además, se propone conseguir un "Estado Social y Democrático de Derecho", afirmando que "mientras más democrático e inclusivo el Estado, mejor recogerá la voluntad ciudadana y más efectivo será. De este modo, esta alianza entre Estado y ciudadanía se convierte en una de las herramientas más poderosas para la disputa entre lo neoliberal y los derechos sociales".
En el segundo de esos documentos, se señala que el partido "impulsa su proyecto político por la vía pacífica, institucional y democrática". para ello se basa en los siguientes principios: Principio democrático, Principio de transparencia, Principio de Igualdad de Género, Ética Política, Principio de Autonomía, Principio de Diversidad e Inclusión y Principio de Respeto a la Institucionalidad.

## Relaciones internacionales
Revolución Democrática se ha relacionado con nivel internacional con una serie de partidos, organizaciones e instituciones del globo a través de la coordinación internacional del partido. Dentro de las relaciones de carácter internacional se encuentra el partido español Podemos, el cual ha generado varias instancias de conexión con RD y sus líderes, incluso llegando a ser parte de la comitiva y red internacional de apoyo al partido español. RD ha declarado que toman como inspiración el trabajo realizado por Podemos y el Frente Amplio uruguayo. En el ámbito de las Américas, RD ha tomado contacto con Socialistas Democráticos de América, organización liderada por Alexandria Ocasio-Cortez.
En el festival organizado por Revolución Democrática "A Toda Marcha" se invitó a políticos internacionales como el español Íñigo Errejón de Más País, Owen Jones del Partido Laborista inglés, Verónika Mendoza del Movimiento Nuevo Perú, miembros de Francia Insumisa, Citlalli Hernández de Morena y al think tank alemán, ligado al Partido Socialdemócrata de Alemania, Fundación Friedrich Ebert. Este festival se hizo con el objetivo de tender redes con movimientos y dirigentes internacionales con el fin de crear espacios de discusión y coordinación con las nuevas tendencias progresistas en el mundo.
También, Giorgio Jackson es consejero de la Internacional Progresista, organización internacional impulsada por Bernie Sanders, Yanis Varoufakis y DiEM25.
En el año 2022 los dirigentes del partido Margarita Portuguez y Sebastián Depolo fueron nombrados por el Presidente de la República Gabriel Boric como Embajadores de Chile en Costa Rica y Brasil, respectivamente.

## Dirección
La organización interna de Revolución Democrática, según indica su estatuto, debe estar conformado por un Tribunal Supremo, un Consejo Político y una Directiva electa por todos los miembros activos de la colectividad por un periodo de dos años.
Durante los primeros años como movimiento político, ocuparon el cargo de Coordinador Nacional (equivalente luego a la Presidencia), Miguel Crispi Serrano (2013-2014), Pablo Paredes Muñoz (2014-2015) y Sebastián Depolo (2015-2016).
Una vez conformados como Partido, para el período 2015-2016, la Directiva Nacional quedó conformada por Sebastián Depolo, como Coordinador Nacional; Marcela Sandoval, como Secretaria General; Daniela Oberreuter, como Coordinadora de Acción Territorial; Nataly Rojas, como Coordinadora de Redes Ciudadanas; y Noam Titelman como Coordinador de Contenidos.
El 22 de abril de 2017, asumió una nueva directiva conformada por los siguientes dirigentes: Rodrigo Echecopar Presidente; Paula Poblete, Secretaria General; Andrés Dibán, Secretario Ejecutivo; Dominique Hermosilla, Tesorera; Gonzalo Díaz, Coordinador de Contenidos; Pamela Fierro, Coordinadora de Redes Ciudadanas; Juan Carlos Caiceo, Vicepresidente Macrozona Norte; Lorena Cabrera, Vicepresidenta Macrozona Centro; y Rodrigo Baeza, Vicepresidente Macrozona Sur.
En las elecciones del 25 y 26 de enero de 2019, se eligió una nueva Directiva, quedando presidida por la diputada Catalina Pérez Salinas; Leonardo Rissetti Morales, como Secretario General; Sebastián Guerra Hollstein, Tesorero; Soledad Rolando Kunstmann, Secretaria Ejecutiva; Javiera Loomis Ríos, Coordinadora de Contenidos; Daniel Andrade Schwarze, Coordinador de Redes Ciudadanas; Marisol Céspedes Aguirre, Vicepresidenta Macrozonal Norte; Marcela Paz Sandoval Osorio, Vicepresidenta Macrozonal Centro; y David Andrade Toledo, Vicepresidente Macrozonal Sur.
En junio de 2021, con el 89% de apoyo, la lista liderada por la dirigente sindical Margarita Portuguez fue elegida para asumir la nueva directiva del partido.
El 10 de julio de 2022, el partido eligió una nueva directiva, donde la única lista “RD para un nuevo Chile”, liderada por el senador Juan Ignacio Latorre fue ratificada con el 88,5% de los votos. Junto a Latorre se instalaron como secretaria general, Araceli Farías; como secretario ejecutivo, Edson Dettoni; como tesorera, Sofía Valenzuela; como coordinador de contenidos, Matías Sembler; como coordinadora de redes, Lorena Cisternas, y como coordinador territorial, Maximiliano Morel.
El 1 de octubre de 2023, tras la renuncia anticipada de la directiva presidida por Latorre producto del Caso Convenios, el Partido eligió a una nueva Directiva Nacional de consenso, encabezada por Diego Vela como Presidente, y Tatiana Urrutia como secretaria general.

#### Presidentes
| N.º. | Titular | Titular                  | Inicio               | Fin                  |
| ---- | ------- | ------------------------ | -------------------- | -------------------- |
| 1    |         | Miguel Crispi            | 7 de enero de 2012   | 2013                 |
| 2    |         | Pablo Paredes Muñoz      | 2014                 | 2015                 |
| 3    |         | Sebastián Depolo Cabrera | 2015                 | 22 de abril de 2017  |
| 4    |         | Rodrigo Echecopar        | 22 de abril de 2017  | 26 de enero de 2019  |
| 5    |         | Catalina Pérez Salinas   | 26 de enero de 2019  | 11 de junio de 2021  |
| 6    |         | Margarita Portuguez      | 11 de junio de 2021  | 10 de julio de 2022  |
| 7    |         | Juan Ignacio Latorre     | 10 de julio de 2022  | 1 de octubre de 2023 |
| 8    |         | Diego Vela               | 1 de octubre de 2023 | 1 de julio de 2024   |

## Orgánica

### Organización interna

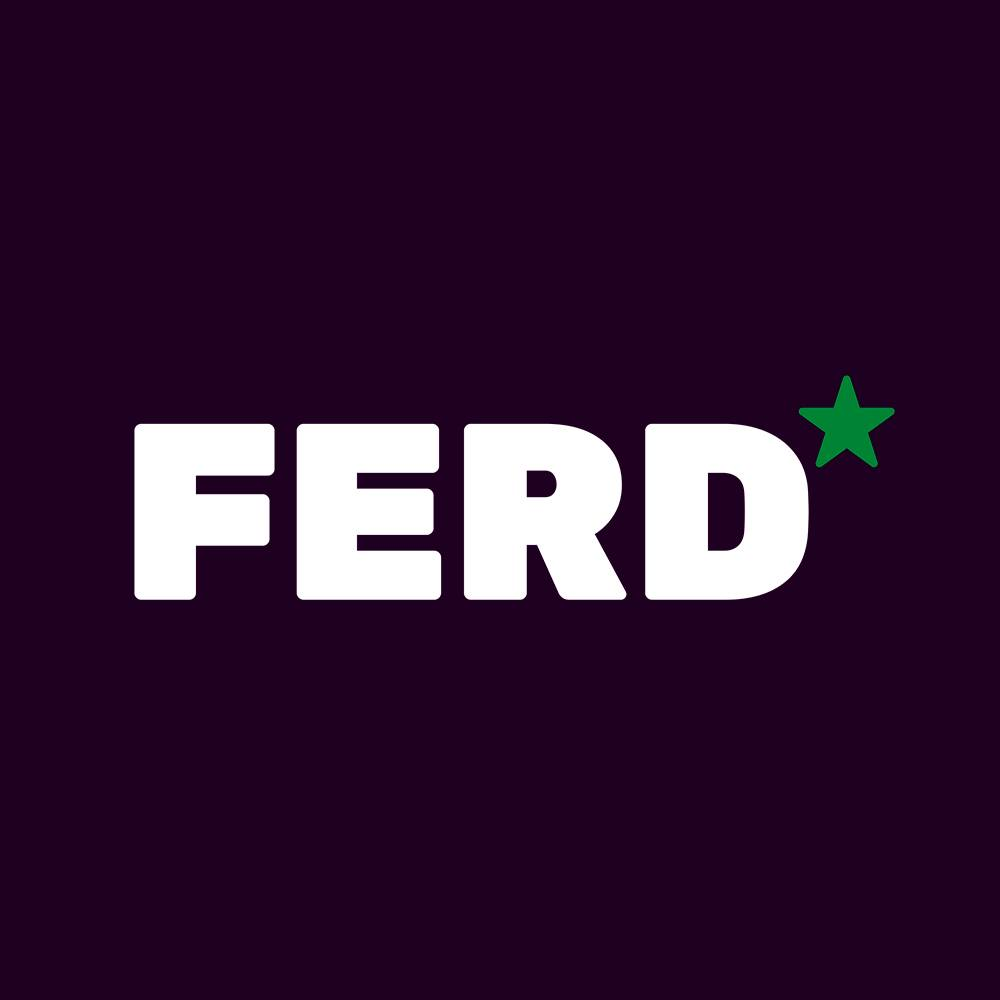
Logotipo del Frente Estudiantil de Revolución Democrática.

Dentro de RD existen diferentes «espacios de militancia» donde los militantes, adherentes o afiliados del partido se desenvuelven:
- Territorio: Es la unidad de participación, despliegue y acción local del Partido, pudiendo constituirse en todo espacio territorial con el número de adherentes o afiliados/as necesarios y conforme a los procedimientos indicados en el Reglamento Orgánico Interno del Partido.
- Frentes de Acción: Son unidades funcionales del Partido, que tienen como objetivo la acción política y la vinculación con organizaciones sociales y políticas a nivel nacional y local en lo que respecta a sus respectivos temas, constituyéndose como órgano de despliegue nacional y local conforme los requisitos y procedimientos establecidos en el Reglamento Orgánico Interno del Partido. Aquí encontramos al Frente Feminista, Estudiantil, Secundarios, Docente, Ecosocial, por los Animales, Muralista, de Diversidad, y de Trabajadores.
- Comisiones de Contenido: Son unidades funcionales del Partido que tienen por objetivo principal, pero no exclusivo, generar información programática en distintos temas de interés de forma coordinada con las necesidades de Frentes y Territorios, constituyéndose como órgano de despliegue nacional y local conforme los requisitos y procedimientos establecidos en el Reglamento Orgánico Interno del Partido.

### Congresos y Encuentros Nacionales

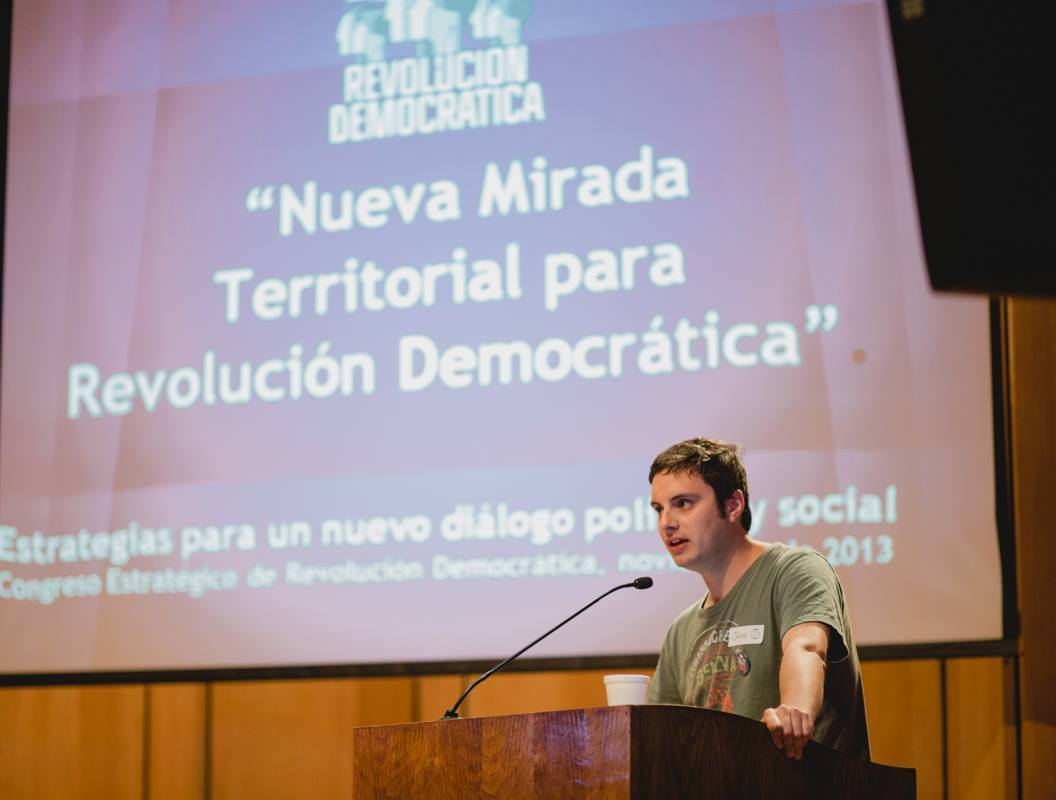
Congreso estratégico RD 2013.

Los congresos son espacios muy relevantes en la orgánica de RD. Estos son espacios de interacción de todo el movimiento y configuran tareas y labores del más alto nivel. Se dividen en Ideológicos, Programáticos y Estratégicos.[cita requerida]
- 7-8 de enero de 2012: Lanzamiento
- 7-9 de septiembre de 2012: Congreso Fundacional (Santiago, Región Metropolitana)
- 5-7 de abril de 2013: I Congreso Ideológico (Santiago, Región Metropolitana) Parte I
- 7-9 de junio de 2013: I Congreso Ideológico (Valparaíso, Región de Valparaíso) Parte II
- 24 y 25 de noviembre de 2013: I Congreso Estratégico (Santiago, Región Metropolitana)
- 24 y 25 de enero de 2014: I Congreso Programático (Concepción, Región del Biobío)
- 18-20 de julio de 2014: II Congreso Estratégico (Maipú, Región Metropolitana)
- 17 y 18 de enero de 2015: II Congreso Ideológico (San Clemente, Región del Maule) Parte I
- 5 y 6 de junio de 2015: II Congreso Ideológico (Santiago, Región Metropolitana) Parte II
- 20 de agosto al 6 de octubre de 2018: III Congreso Estratégico (Etapa Inter Espacios) Parte I
- Octubre de 2018: III Congreso Estratégico (Etapa Local) Parte II
- 23, 24 y 25 de noviembre de 2018: III Congreso Estratégico (Plenario Nacional) Parte III

## Resultados electorales

### Elecciones parlamentarias
|  | 5,89 % |

|  | 2,3 % |

|  | 4,07 % |

|  | 3,36 % |

### Elecciones de consejeros regionales
|  | 5,21 % |

|  | 4,08 % |

### Elecciones municipales
|  | 0,25 % |

|  | 1,37 % |

|  | 4,13 % |

|  | 3,39 % |

Nota: Los resultados de la elección de concejales de 2016 incluye a los independientes apoyados por el partido dentro del pacto «Cambiemos la Historia».

### Elecciones de convencionales constituyentes
| Elección | Votos   | % de votos      | Escaños |
| -------- | ------- | --------------- | ------- |
| 2021     | 341 765 | \| \| 5,99 % \| | 9/155   |
|          | 5,99 %  |                 |         |

### Elecciones de consejeros constitucionales
| Elección | Votos   | % de votos      | Escaños |
| -------- | ------- | --------------- | ------- |
| 2023     | 424 346 | \| \| 4,33 % \| | 4/50    |
|          | 4,33 %  |                 |         |

## Autoridades

### Senadores
Revolución Democrática tiene 1 senador en el periodo 2018-2026:
| Nombre                       | Región     | Circunscripción    |
| ---------------------------- | ---------- | ------------------ |
| Juan Ignacio Latorre Riveros | Valparaíso | Circunscripción VI |

### Diputados
Revolución Democrática tiene 6 diputados (incluyendo a independientes de su bancada) en el periodo 2022-2026:
| Nombre            | Región                    | Distrito |
| ----------------- | ------------------------- | -------- |
| Catalina Pérez    | Antofagasta               | 3        |
| Jorge Brito       | Valparaíso                | 7        |
| Maite Orsini      | Metropolitana de Santiago | 9        |
| Andrés Giordano   | Metropolitana de Santiago | 9        |
| Ericka Ñanco      | La Araucanía              | 23       |
| Jaime Sáez Quiroz | Los Lagos                 | 26       |

### Consejeros regionales
Revolución Democrática (incluyendo a independientes) tiene 12 consejeros regionales en el periodo 2022-2025:
| Nombre                 | Región                    | Circunscripción |
| ---------------------- | ------------------------- | --------------- |
| Paula Orellana Uribe   | Antofagasta               | Antofagasta     |
| Ximena Ampuero García  | Coquimbo                  | Elqui           |
| Jorge Mora             | Valparaíso                | San Antonio     |
| Sebastián Balbotín     | Valparaíso                | Marga Marga     |
| Tania Valenzuela Rossi | Valparaíso                | Valparaíso 1    |
| Carlos Vegas           | Valparaíso                | Valparaíso 1    |
| Paola Chávez           | Metropolitana de Santiago | Cordillera      |
| Noemi Martínez         | Metropolitana de Santiago | Santiago 2      |
| Sofía Valenzuela       | Metropolitana de Santiago | Santiago 2      |
| Germán Arenas          | O'Higgins                 | Cachapoal 1     |
| Pablo Gutiérrez        | Maule                     | Linares         |
| Paula Acuña            | Aysén                     | Coyhaique       |

### Alcaldes y concejales
Revolución Democrática tiene 6 alcaldes para el periodo 2021-2024:
| Nombre             | Región                    | Comuna       |
| ------------------ | ------------------------- | ------------ |
| Macarena Ripamonti | Valparaíso                | Viña del Mar |
| Francisco Riquelme | Valparaíso                | Casablanca   |
| Tomás Vodanovic    | Metropolitana de Santiago | Maipú        |
| Emilia Ríos        | Metropolitana de Santiago | Ñuñoa        |
| Luis Valenzuela    | Metropolitana de Santiago | Til Til      |
| Carla Amtmann      | De Los Ríos               | Valdivia     |

Revolución Democrática tiene 43 concejales, incluyendo los militantes y los independientes apoyados por el partido, en el periodo 2021-2024.